# Realeza (Paraná)
Realeza ist ein brasilianisches Munizip im Südwesten des Bundesstaats Paraná. Es hat 19.247 Einwohner (2022), die sich Realezenser nennen. Seine Fläche beträgt 353 km². Es liegt 472 Meter über dem Meeresspiegel.

## Etymologie
Der Name lautete anfangs "Realeza do Pinho" (deutsch: Kiefernkönigreich), den die Pioniere ihrer Siedlung 1960 wegen des Reichtums an Araukarien gaben.

## Geschichte

### Besiedlung
In den 1950er Jahren begann die Besetzung und Kolonisierung der südwestlichen Region von Paraná durch Siedler aus dem Süden Brasiliens. Jagunços (Revolverhelden, bewaffnete Landhüter) der Clevelândia Industrial Territorial Ltda. (CITLA) kämpften hartnäckig mit den Posseiros (deutsch: legale Landbesetzer). In der Schlacht der Levante dos Posseiros (deutsch: Erhebung der Besetzer) am 10. Oktober 1957 wurde die Auseinandersetzung mit dem Sieg der Posseiros entschieden.
Daraufhin beschleunigte sich die Entwicklung. Die Siedler waren hauptsächlich deutscher und italienischer Herkunft. Sie widmeten sich zunächst der Subsistenzwirtschaft und der Schweine- und Hühnerzucht. Die ebenen und fruchtbaren Böden, die neuen Straßen, ein kleines Wasserkraftwerk mit 150 KWA und die erleichterten Bedingungen für den Erwerb von Land und Bauholz waren ausschlaggebende Faktoren, um die Familien anzuziehen.
Bruno Zuttion erwarb 1958 von der Familie von Henrique und Luiz Claudino dos Santos ein Gebiet von 150 Alqueires (360 Hektar), wo sich heute das Zentrum von Realeza befindet. Er verhandelte mit Industriellen aus Rio Grande do Sul über die Ansiedlung einer großen Holzverarbeitungsindustrie. Dies geschah mit der Ankunft des Industriellen Rubem Cesar Caselani, der zusammen mit Romano Zanchet und Angelo Camilotti Mitte 1961 das Sägewerk Indústrias Cazaca Ltda. gründete.
In den frühen 1960ern wurden die ersten Unternehmen in Realeza gegründet: das Handelshaus von Sirval Manfroi, das Hotel von Lauro Rodrigues, der Busbahnhof von João da Silva (Jango), die Eisenwarenhandlung von Arnolfo Umann, die mechanische Werkstatt von Nelson Abreu, das Buchhaltungsbüro von Luiz Sérgio Sassi oder die Apotheke von Adão Faedo.
Die anfängliche Besiedlung der Stadt war auf die Holzgewinnung zurückzuführen. Die Entwicklung beschleunigte sich nach der Gründung der Indústria Cazaca Ltda. Das Wachstum von Realeza war schlagartig. So sagt denn der Volksmund: “Realeza ist wie Brasília: eine blitzartige Stadt”.

### Erhebung zum Munizip
Realeza wurde durch das Staatsgesetz Nr. 4730 vom 24. Juni 1963 aus Ampére ausgegliedert und in den Rang eines Munizips erhoben. Es wurde am 12. November 1963 als Munizip installiert.

## Geografie

### Fläche und Lage
Realeza liegt auf dem Terceiro Planalto Paranaense (der Dritten oder Guarapuava-Hochebene von Paraná). Seine Fläche beträgt 353 km². Es liegt auf einer Höhe von 472 Metern.

### Vegetation
Das Biom von Realeza ist Mata Atlântica.

### Klima
Das Klima ist gemäßigt warm. Es werden hohe Niederschlagsmengen verzeichnet (1871 mm pro Jahr). Im Jahresdurchschnitt liegt die Temperatur bei 20,7 °C. Die Klimaklassifikation nach Köppen und Geiger lautet Cfa.

### Gewässer
Realeza liegt im Einzugsgebiet des Iguaçu. Im Westen begrenzt dessen linker Nebenfluss Rio Capanema das Munizip. Der Rio Cotegipe bildet bis zu seiner Mündung in den Iguaçu die östliche Grenze des Munizips.

### Straßen
Realeza ist über die PR-182 mit Ampére im Süden und der BR-163 im Norden verbunden. 

### Nachbarmunizipien
| Capanema | Capitão Leônidas Marques                    | Nova Prata do Iguaçu  |
| Planalto | Kompassrose, die auf Nachbargemeinden zeigt |                       |
|          | Ampére                                      | Santa Izabel do Oeste |

## Stadtverwaltung
Bürgermeister: Paulo Cezar Casaril, Cidadania (2021–2024)
Vizebürgermeister: Moacyr Oldra, PSDB (2021–2024)

## Demografie

### Bevölkerungsentwicklung
| Jahr | Einwohner | Stadt | Land |
| ---- | --------- | ----- | ---- |
| 1970 | 16.737    | 20 %  | 80 % |
| 1980 | 21.709    | 40 %  | 60 % |
| 1991 | 17.146    | 54 %  | 46 % |
| 2000 | 16.023    | 62 %  | 38 % |
| 2010 | 16.338    | 72 %  | 28 % |
| 2022 | 19.247    |       |      |

Quelle: IBGE (2011) und Volkszählung 2022

### Ethnische Zusammensetzung
| Gruppe * | 1991    | 2000    | 2010    | wer sich als …                                                                   |
| --- | ------- | ------- | ------- | -------------------------------------------------------------------------------- |
| Weiße | 75,5 %  | 81,5 %  | 76,3 %  | weiß bezeichnet                                                                  |
| Schwarze | 1,6 %   | 1,8 %   | 1,8 %   | schwarz bezeichnet                                                               |
| Gelbe | 0,0 %   | 0,1 %   | 0,4 %   | von fernöstlicher Herkunft wie japanisch, chinesisch, koreanisch etc. bezeichnet |
| Braune | 22,7 %  | 16,3 %  | 21,4 %  | braun oder als Mischung aus mehreren Gruppen bezeichnet                          |
| Indigene | 0,0 %   | 0,1 %   | 0,1 %   | Ureinwohner oder Indio bezeichnet                                                |
| ohne Angabe | 0,2 %   | 0,2 %   | 0,0 %   |                                                                                  |
| Gesamt | 100,0 % | 100,0 % | 100,0 % |                                                                                  |
| *) Das IBGE verwendet für Volkszählungen ausschließlich diese fünf Gruppen. Es verzichtet bewusst auf Erläuterungen. Die Zugehörigkeit wird vom Einwohner selbst festgelegt. |         |         |         |                                                                                  |

Quelle: IBGE (Stand: 1991, 2000 und 2010)

## Wirtschaft

### Kennzahlen
Mit einem Bruttoinlandsprodukt pro Einwohner von 36.502,94 R$ bzw. rund 8.100 € lag Realeza 2019 auf dem 109. Platz der 399 Munizipien Paranás.
Sein hoher Index der menschlichen Entwicklung von 0,722 (2010) setzte es auf den 115. Platz der paranaischen Munizipien.